# Eubranchus fuegiensis
Eubranchus fuegiensis is een slakkensoort uit de familie van de Eubranchidae. De wetenschappelijke naam van de soort is voor het eerst geldig gepubliceerd in 1926 door Odhner.